# Рэндалл, Джон Туртон
Сэр Джон Туртон Рэндалл (англ. Sir John Turton Randall; 23 марта 1905 — 16 июня 1984) — английский физик и биофизик, которому приписывают коренное улучшение магнетрона, важной составляющей радара волн сантиметровых длин — один из ключей к победе союзников во Второй мировой войне. Он также является ключевой частью микроволновых печей. 
Джон Рэндалл также руководил командой Лондонского королевского колледжа, которая работала над изучением структуры ДНК. Его заместитель, профессор Морис Уилкинс вместе с Деймсом Уотсоном и Фрэнсисом Криком, был награждён Нобелевской премией по физиологии и медицине в 1962 году «за свои открытия в области молекулярной структуры нуклеиновых кислот и их значения для передачи информации в живом материале». Среди других его сотрудников были Розалинд Франклин, Реймонд Гослинг, Алекс Стокс и Герберт Уилсон, которые тоже исследовали структуру ДНК.

## Награды и признание
- 1945 — Медаль и премия Дадделла
- 1946 — член Лондонского королевского общества[2]
- 1946 — Медаль Хьюза
- 1958 — Медаль Джона Прайса Ветерилла[англ.][3]
- 1962 — Рыцарь-бакалавр